# Ерзин, Ахмед Абдуллаевич
Ахмед Абдуллаевич Ерзин (10 января 1908, Керки — 7 апреля 1985) — советский хозяйственный, государственный и политический деятель.

## Биография
Родился в 1908 году в городе Керки. Член КПСС с 1931 года.
С 1928 года — на хозяйственной, общественной и политической работе. В 1928—1960 годах — комсомольский и партийный работник в городе Ташкенте, третий секретарь Ташкентского горкома КП(б) Узбекистана, первый секретарь Сталинского райкома КП(б) Узбекистана города Ташкента, секретарь парткома Министерства сельского хозяйства Узбекской ССР.
Делегат XVIII съезда ВКП(б).
Умер 7 апреля 1985 года.